# Rerik
Rerik (fram till 1938 Alt-Gaarz) är en stad i distriktet Rostock, Mecklenburg-Vorpommern, Tyskland. Staden ligger vid Östersjökusten och har omkring 2 200 invånare.
Staden ingår i kommunalförbundet Amt Neubukow-Salzhaff tillsammans med kommunerna Alt Bukow, Am Salzhaff, Bastorf, Biendorf och Carinerland.

## Historia

### Befolkningsutveckling
Befolkningsutveckling  i Rerik
Källa: